# بازوزو

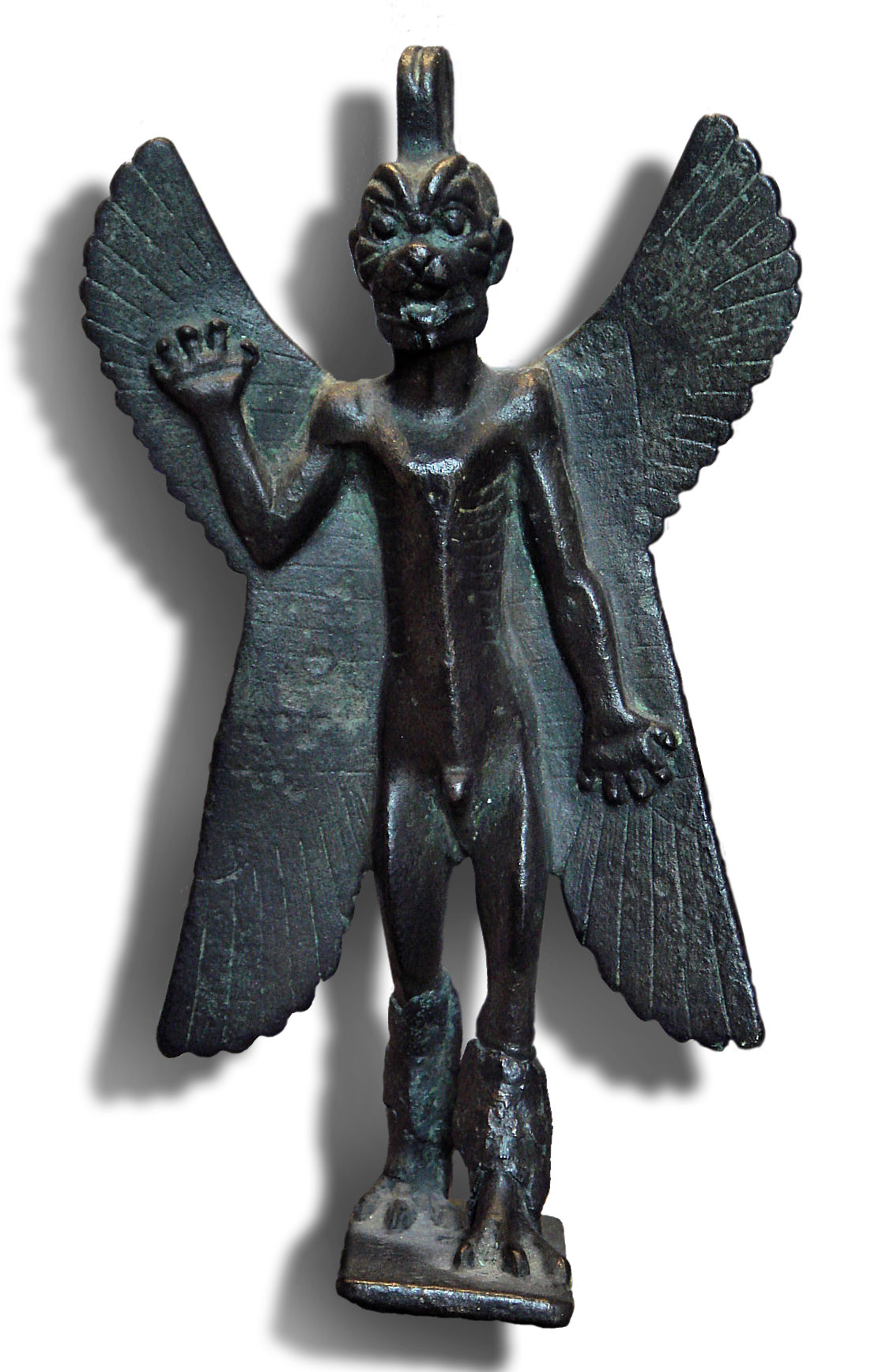
تمثال برونز صغير لبازوزو في متحف اللوفر

بازوزو هو روح شريرة يحمي النساء الحبلات في أساطير بلاد الرافدين يركب الريح الساخنة الآتية من الصحراء بحثا عن الماء، له رأس شيطان وأجنحة نسر وجسم انسان، وأطراف أسد وذيل عقرب، والعقرب كان يرمز إلى أبناء التنين تيامات الذي قتله آشور في بداية الكون وصنع منه الماء واليابسة في ملحمة التكوين الأولى إينوما إيليش والتي منها تم اقتباس سفر التكوين التوراتي حسب الدراسات الحديثة  
وقد تم تمثيله في أحد أفلام هوليوود في سنة 1973 بعنوان طارد الأرواح الشريرة وقصته تدور حول فتاة تلبسها بازوزو اثناء تنقيب الاب ميرين في أحد المواقع الاشورية في الموصل وبعد عثوره على تمثال بازوزو يصله اتصال من الولايات المتحدة الأمريكية أن فتاة تحتاج لتعويذة لإخراج شيطان من جسدها كان قد تلبسها فيسافر الاب ميرين من الموصل إلى الولايات المتحدة الأمريكية لعمل تلك التعويذة فيجد أن الشيطان الذي تلبس الفتاة هو نفسه الشيطان الذي عثر على تمثاله في مدينة اشور أثناء تنقيبه.